# Уолсолл (район)
Уолсолл (англ. Walsall) — метрополитенский район со статусом боро в графстве Уэст-Мидлендс (Англия). Административный центр — город Уолсолл.

## География
Район расположен в северной части графства Уэст-Мидлендс, граничит с графством Стаффордшир.

## Состав
В состав района входят 3 города:
- Браунхилс
- Олдридж
- Уолсолл